# Mondina

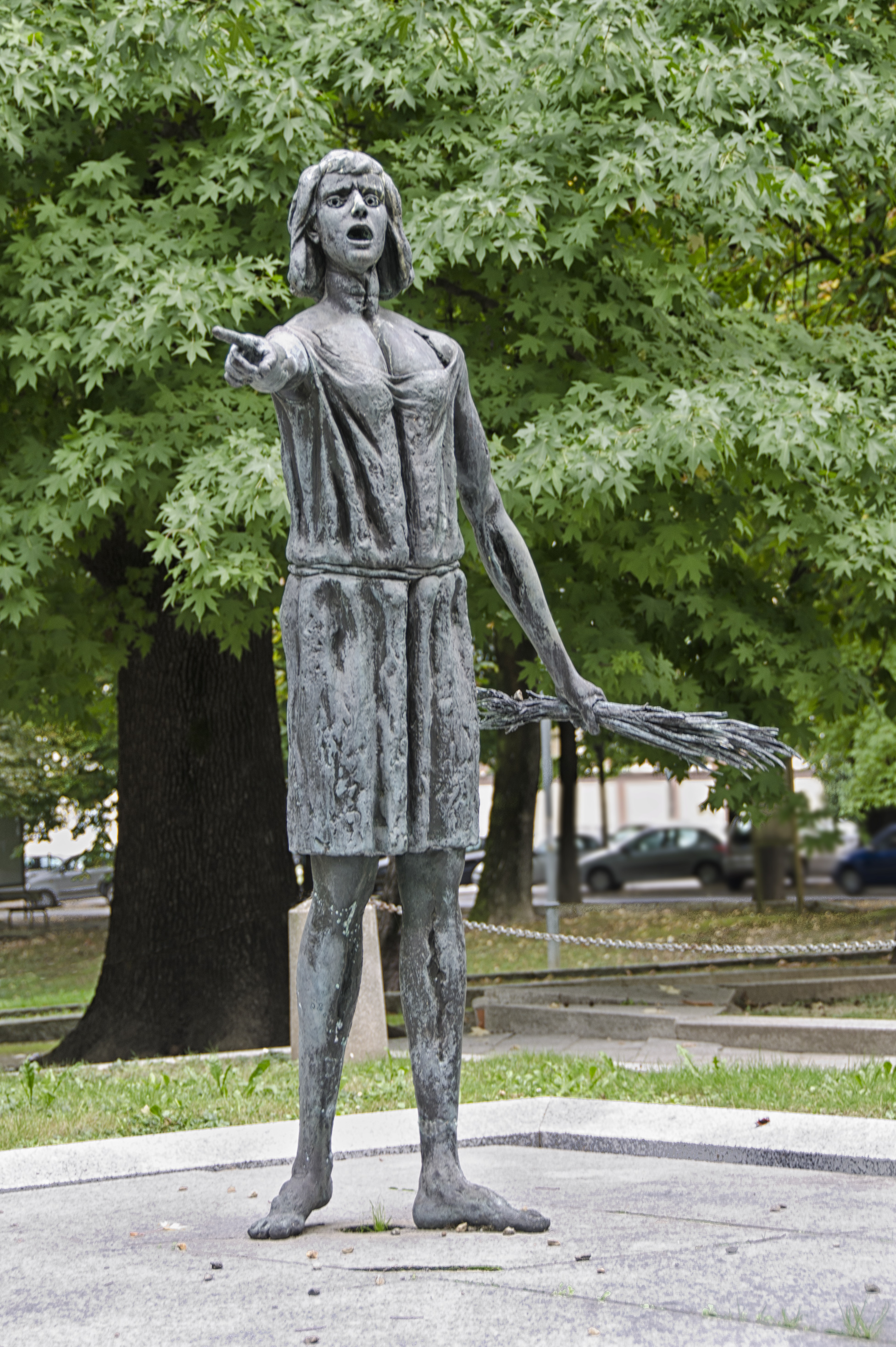
Monument à la mondina à Verceil.

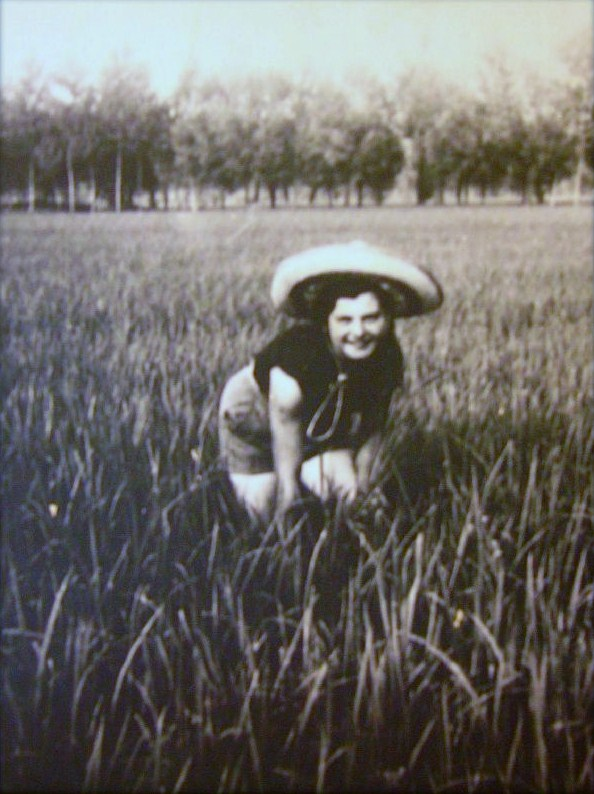
Une mondina.

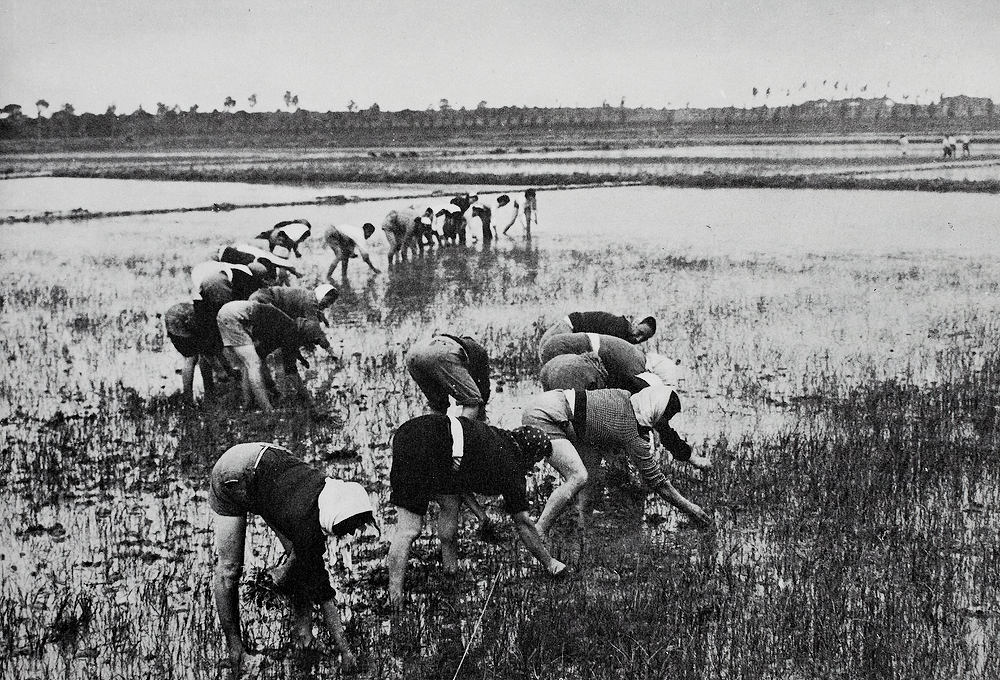
Groupe de mondine.

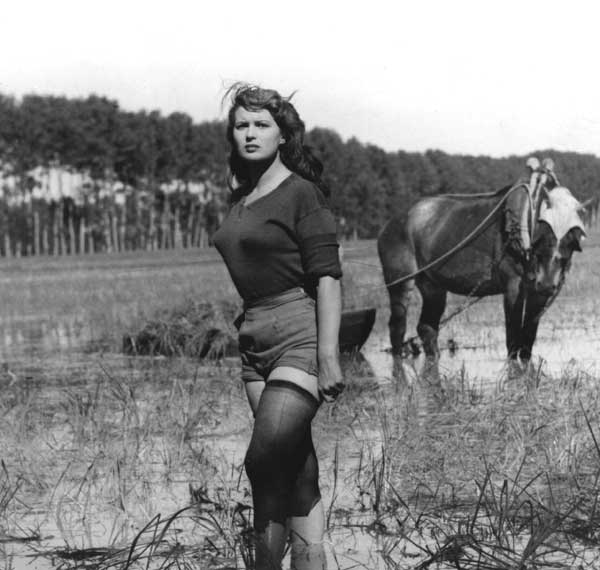
Silvana Mangano dans Riz amer.

Une mondina, au pluriel mondine, ou mondariso (du verbe italien mondare, nettoyer) est une ouvrière saisonnière des rizières des plaines padane et vénète de la fin du XIXe et de la première moitié du XXe siècle.

## Lamonda
Le travail de la monda (le désherbage), très répandu en Italie du nord entre la fin du XIXe et la première moitié du XXe siècle, consiste à retirer les mauvaises herbes qui poussent dans les rizières en gênant la croissance des jeunes plants de riz. Il se déroule durant la période d'inondation des champs, de la fin du mois d'avril au début du mois de juin, période lors de laquelle les pousses délicates sont protégées, durant les premières phases de leur développement, des écarts de température entre le jour et la nuit. Il comprend deux phases : le repiquage des plants et l'émondage des mauvaises herbes.
Il s'agit d'une tâche extrêmement fatigante, exécutée par des femmes des classes sociales les plus pauvres, venues d'Émilie-Romagne, de Vénétie, de Lombardie et du Piémont louer leur force de travail dans les rizières des provinces de Verceil, Novara et Pavie. Les femmes sont dans l'eau jusqu'aux genoux, pieds nus et le dos plié durant des journées entières. Pour se protéger des insectes et du soleil, elles portent un foulard et un chapeau à large bord et des shorts ou de larges culottes pour ne pas mouiller leurs vêtements.

## Revendications
Les conditions de travail sont des plus mauvaises, les horaires chargés et les rémunérations des femmes nettement inférieures à celles des hommes. Le mécontentement augmente pour aboutir, dans les premières années du XXe siècle, à des mouvements de révolte et des émeutes. Les luttes contre les padroni sont sapées par la présence des clandestine, saisonnières encore plus pauvres et prêtes à tous les compromis pour obtenir du travail. Elles sont qualifiées de crumire (briseuses de grève) par leurs consœurs. La principale revendication, reflétée par la chanson Se otto ore vi sembran poche vise à limiter à huit heures la journée de travail et finit par être satisfaite entre 1906 et 1909, quand toutes les communes du vercellese accèdent à cette demande.

## Popularité
Le travail de ces femmes a inspiré nombre de chants populaires comme Bella Ciao, repris notamment par Giovanna Marini sur les traces de Giovanna Daffini, et d'œuvres littéraires ou cinématographiques, la plus emblématique étant le film Riz amer de Giuseppe De Santis en 1949, chef-d'œuvre du néoréalisme italien.

## Mondariso (roman)
Mondariso est le titre d'un roman épique paru en 2022 (Tome 1), écrit par l'auteur Michaël d'Arlempdes. Le roman est publié aux Editions Roublot.
Le roman se présente en trois tomes (Caterina, Osanne, Pippa). Il propose au lecteur une immersion dans l'Europe du XIXe siècle. Le récit conduira l'héroïne principale à être associée bien malgré elle à certains grands évènements de notre histoire.
Caterina est une jeune couturière à la personnalité hors du commun. Depuis sa Vénétie natale, elle entame avec Elena un étrange voyage semé d'épreuves qui la conduira à mêler son destin à celui de la marche des empereurs. Témoin des grands événements qui marqueront l'Europe du XIXe siècle, elle s'interrogera sur le sens à donner à sa vie et sur le mystère de la Foi. Avide de connaissance et animée par la passion, elle vivra dans l'ombre d'un père qu'elle croyait disparu et devra lutter pour la survie d'un fils condamné pour avoir trop aimé.
D’après Baudelaire, le romantisme au XIXe siècle était un art moderne empreint d'intimité, de spiritualité et de couleur. Il devait tendre vers l'infini et s'exprimer par tous les moyens que contiennent les arts. Fidèle à cette école de pensée, Mondariso replonge le lecteur dans une époque où tout redevenait possible. Les bouleversements politiques et industriels ayant accompagné ce grand siècle allaient bousculer l’existence de bon nombre de personnes. Caterina, jeune couturière d'humble condition, sera l'une d'entre elles. On y suit pas à pas le récit hors du commun de cette jeune femme qui, depuis son petit village de Vénétie, poursuivra un chemin étrange la conduisant jusqu'aux fastes et aux intrigues de la cour de Napoléon III. Mondariso est un roman historique; les aventures qu’il relate s’appuient sur une trame de fond historique authentique qui transporte le lecteur dans l’Europe du XIXe siècle.

## Rizières desmondine

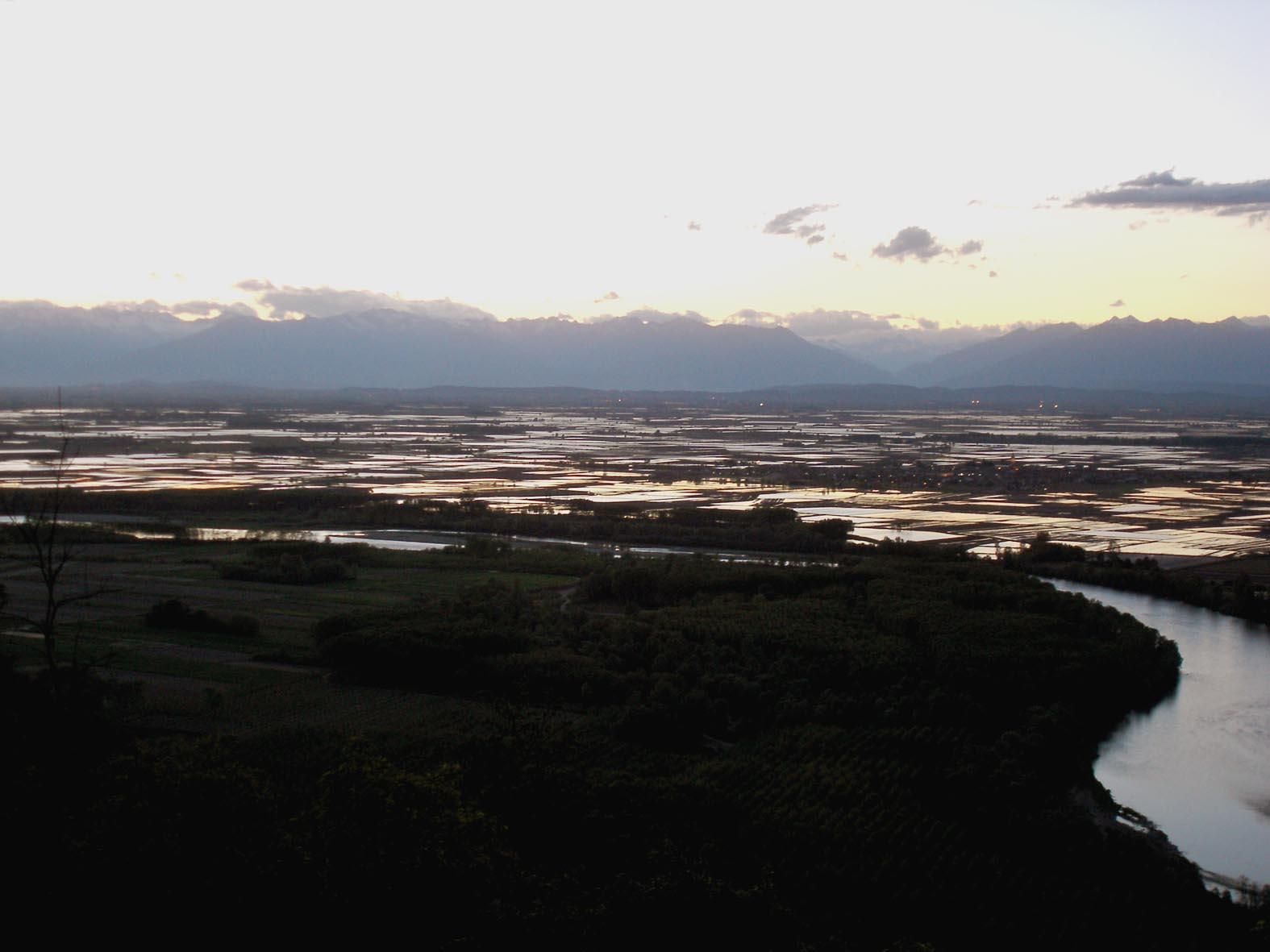
Rizières à Trino dans la province de Verceil.
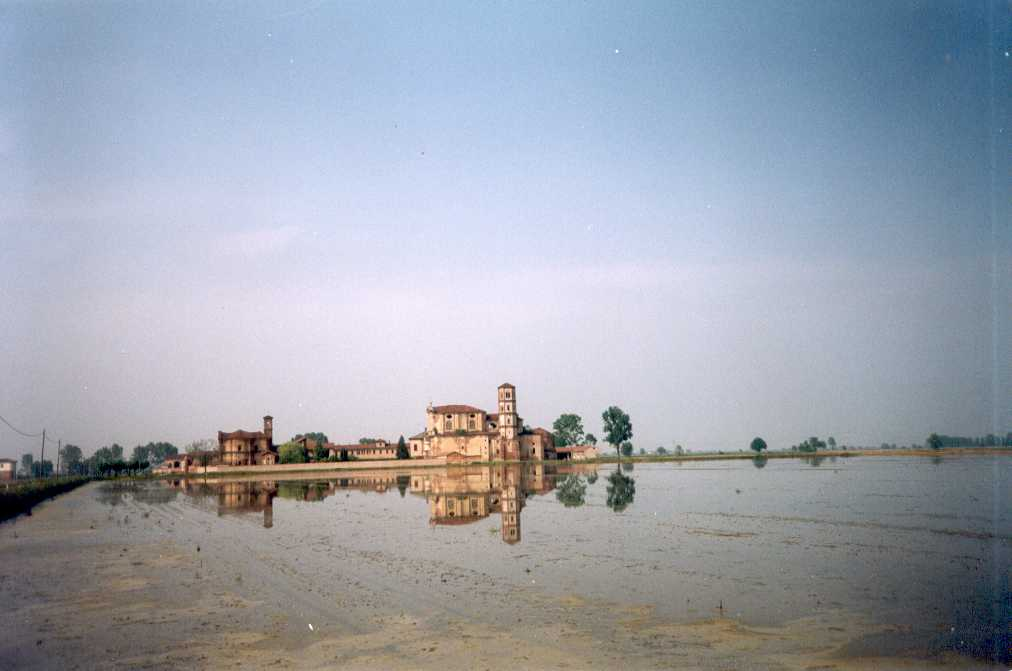
Rizières de l'Abbaye de Lucedio à Trino.
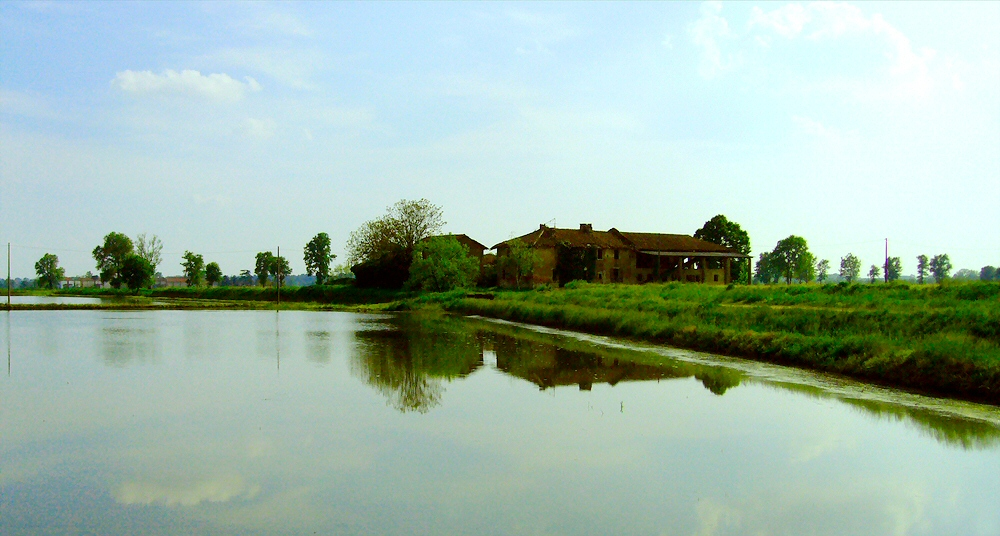
Rizière à Vigevano dans la Province de Pavie.
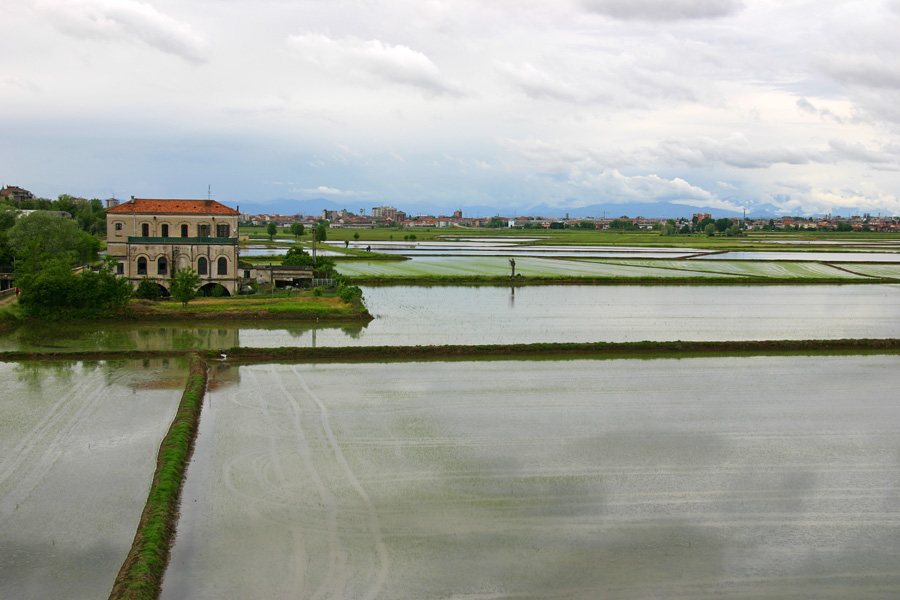
Rizières près de Novara au mois de mai.
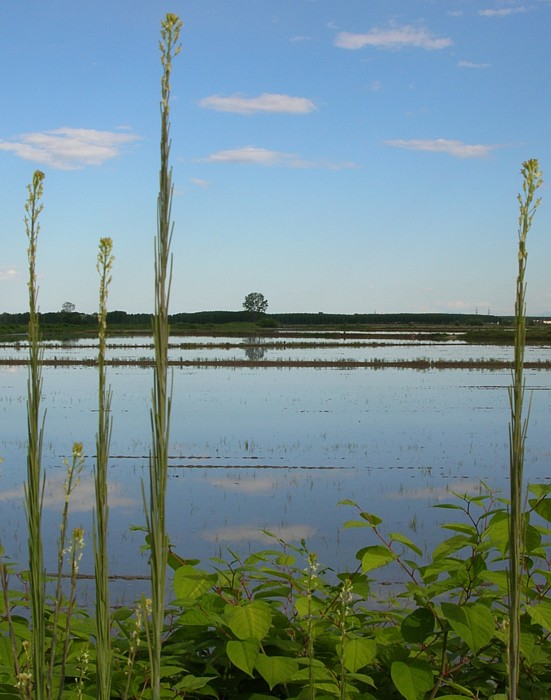
Rizières près de Verceil.
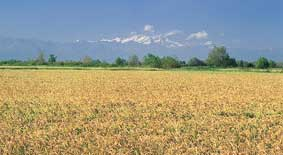
Riz à maturité à Desana près de Verceil.
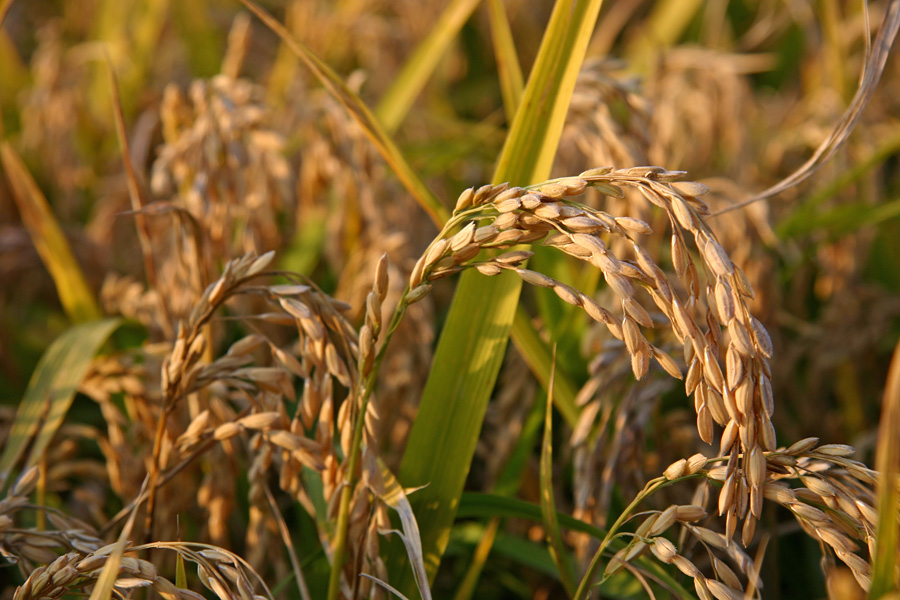
Plant de riz à maturité dans la province de Novara.
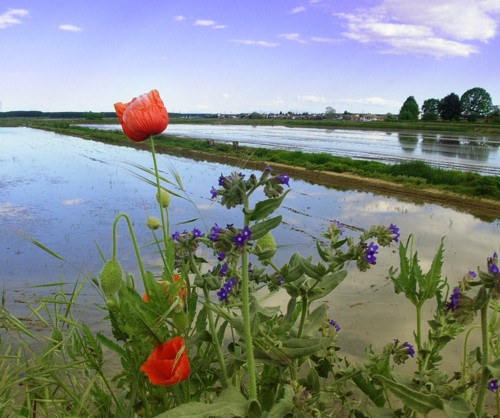
Rizières entre Novara et Verceil.